# 三木茂太夫
三木 茂太夫（みき もだゆう、生没年不詳）は、江戸時代前期の砲術家。名は安門または清治。

## 経歴・人物
播磨国の人物で、井上流砲術を学び、三木流棒火矢術を工夫する。明石火矢とも呼ばれる。のち讃岐高松藩に仕える。